# Landkreis Neunburg vorm Wald
Der Landkreis Neunburg vorm Wald gehörte zum bayerischen Regierungsbezirk Oberpfalz. Sein ehemaliges Gebiet gehört heute größtenteils zum Landkreis Schwandorf.

## Geographie

### Wichtige Orte
Die einwohnerstärksten Orte waren Neunburg vorm Wald, Bodenwöhr, Schwarzhofen und Neukirchen-Balbini.

### Nachbarkreise
Der Landkreis grenzte 1972 im Uhrzeigersinn im Nordwesten beginnend an die Landkreise Nabburg, Oberviechtach, Waldmünchen, Roding und Burglengenfeld.

## Geschichte

### Landgericht
1803 wurde im Verlauf der Verwaltungsneugliederung Bayerns das Landgericht Neunburg vorm Wald eingerichtet. Dieses wurde nach der Gründung des Königreichs Bayern dem Regenkreis zugeschlagen, dessen Hauptstadt anfangs Straubing war und ab 1810 Regensburg wurde. 
1838 wurde der Regenkreis in Kreis Oberpfalz umbenannt, aus dem der gleichnamige Regierungsbezirk hervorging.

### Bezirksamt
Im Jahr 1862 wurden zur Trennung von Justiz und Verwaltung die Bezirksämter geschaffen. Das Landgericht Oberviechtach und das Landgericht Neunburg vorm Wald kamen zum Bezirksamt Neunburg vorm Wald.
Im Jahr 1900 musste das Bezirksamt Neunburg vorm Wald folgende Gemeinden zur Bildung des neuen Bezirksamtes Oberviechtach abtreten:
| Altenschneeberg  | Hof           | Pertolzhofen | Teunz         |
| Bernhof          | Irlach        | Pirkhof      | Wagnern       |
| Dietersdorf      | Langau        | Pondorf      | Weiding       |
| Eigelsberg       | Lind          | Pullenried   | Wildeppenried |
| Fuchsberg        | Muschenried   | Rottendorf   | Wildstein     |
| Gaisthal         | Niedermurach  | Schneeberg   | Winklarn      |
| Gleiritsch       | Nottersdorf   | Schönau      | Zeinried      |
| Haag             | Nunzenried    | Schönsee     |               |
| Hannesried       | Obermurach    | Schwand      |               |
| Heinrichskirchen | Oberviechtach | Stadlern     |               |

### Landkreis
Am 1. Januar 1939 wurde im Deutschen Reich die einheitliche Bezeichnung Landkreis eingeführt. So wurde aus dem Bezirksamt der Landkreis Neunburg vorm Wald.
Am 1. Juli 1972 wurde der Landkreis Neunburg vorm Wald im Zuge der Gebietsreform in Bayern aufgelöst. Die Gemeinden Großenzenried, Hillstett und Pillmersried kamen zum Landkreis Cham. Alle übrigen Gemeinden wurden mit Teilen der Landkreise Amberg,  Burglengenfeld, Nabburg, Oberviechtach, Regensburg und Roding sowie der bis dahin kreisfreien Stadt Schwandorf zum neuen Landkreis Schwandorf zusammengefasst.

## Einwohnerentwicklung
| Jahr | Einwohner | Quelle |
| ---- | --------- | ------ |
| 1864 | 32.979    | [ 7 ]  |
| 1885 | 34.047    | [ 8 ]  |
| 1900 | 30.984    | [ 9 ]  |
| 1910 | 15.061    | [ 9 ]  |
| 1925 | 15.287    | [ 10 ] |
| 1939 | 14.907    | [ 11 ] |
| 1950 | 18.939    | [ 12 ] |
| 1960 | 16.300    | [ 13 ] |
| 1971 | 17.600    | [ 14 ] |

## Gemeinden
Vor dem Beginn der bayerischen Gebietsreform umfasste der Landkreis in den 1960er Jahren 35 Gemeinden:
| - Alletsried - Altenschwand - Bach - Boden - Bodenwöhr - Dautersdorf - Dieterskirchen - Egelsried - Eixendorf - Erzhäuser - Fuhrn - Großenzenried | - Haag bei Schwarzhofen - Hansenried - Hillstett - Kemnath bei Fuhrn - Kleinwinklarn - Kröblitz - Kulz - Lengfeld - Meißenberg - Mitteraschau - Neukirchen-Balbini, Markt - Neunburg vorm Wald, Stadt | - Penting - Pillmersried - Prackendorf - Schwarzhofen, Markt - Seebarn - Sonnenried - Taxöldern - Thanstein - Uckersdorf - Unterauerbach - Zangenstein |

Landkreis Neunburg vorm Wald, Gemeindegrenzenkarte von 1961

Die folgenden Gemeinden wurden während des Bestehens des Landkreises eingemeindet: 
- Berg, am 1. Januar 1946 zu Thanstein
- Demeldorf, 1960 zu Schwarzhofen
- Katzdorf, am 1. Januar 1946 zu Mitteraschau
- Rauberweiherhaus, am 1. Oktober 1949 zu Sonnenried
- Schwarzeneck, am 1. Januar 1946 zu Schwarzhofen
- Thann, am 1. Januar 1946 zu Seebarn
- Weislitz, am 1. Januar 1946 zu Dieterskirchen
- Taxöldern, am 1. Januar 1972 zu Bodenwöhr

## Kfz-Kennzeichen
Am 1. Juli 1956 wurde dem Landkreis bei der Einführung der bis heute gültigen Kfz-Kennzeichen das Unterscheidungszeichen NEN zugewiesen. Es wurde bis zum 3. August 1974 ausgegeben. Seit dem 10. Juli 2013 ist es aufgrund der Kennzeichenliberalisierung wieder im Landkreis Schwandorf erhältlich.

## Verkehr
Die Bahnstrecke Bodenwöhr–Rötz verlief durch das Landkreisgebiet.